# Concours littéraire Lurelu
Le Concours littéraire Lurelu est un prix littéraire québécois annuel.
Le concours est créé avec l'objectif d'encourager la relève en littérature jeunesse. Il est attribué pour la première fois en 1985. Les participants, qui ne doivent pas encore publier de fiction chez un éditeur reconnu, soumettent un texte pour un jeune public, soit pour la catégorie 5-9 ans, soit pour celle de 10 ans et plus. Les lauréats reçoivent une bourse et voient leurs textes publiés et illustrés dans la revue Lurelu.

## Lauréats du 1re prix[4]

### 5-9 ans
2024 - Sylvie Gagnon, Zoé et son carnet magique (paru dans Lurelu Vol. 47, n° 3, hiver 2025) 
2023 - Dany Chartrand, Moi, Alicia et les étoiles (paru dans Lurelu Vol. 46, n° 3, hiver 2024)       
2022 - Alexandra Lachapelle, Quelques centimètres au cœur (paru dans Lurelu Vol. 45, no 3 hiver 2023).
2021 - Sylvie Bonneau, Quatre ricochets sur l’eau (paru dans Lurelu Vol. 44, no 3, hiver 2022).
2020 - Céline Jodoin, Le phare (paru dans Lurelu Vol. 43, no 3, hiver 2021).
2019 - Pierre Mario Mourat, Ça chauffe pour Caruso (paru dans Lurelu Vol. 42, no 3, hiver 2020).
2018 - Julie Marcotte, La mer a un gout salé (paru dans Lurelu Vol. 41, no 3, hiver 2019).
2017 - Annie Gravel, Un trou dans la clôture (paru dans Lurelu Vol. 40, no 3, hiver 2018).
2016 - Carmen Laberge, Rosalie et ses biscuits (paru dans Lurelu Vol. 39, no 3, hiver 2017).
2015 - Geneviève Hemlin, Une surprise dans ma cour (paru dans Lurelu Vol. 38, no 3, hiver 2016).
2014 - Mélissa Ouellet, La flaque d’eau d’Océane (paru dans Lurelu Vol. 37, no 3, hiver 2015).
2013 - Danielle Marcotte, Tiens-toi bien, Tintin! (paru dans Lurelu Vol. 36, no 3, hiver 2014).
2012 - Hélène Lebeuf, Un, deux, trois, stop! (paru dans Lurelu Vol. 35, no 3, hiver 2013).
2011 - Karine Désy-Lalonde, Quatre jours dans la vie de Thomas (paru dans Lurelu Vol. 34, no 3, hiver 2012).
2010 - Christine Nadeau, Le roi de la rue (paru dans Lurelu Vol. 33, no 3, hiver 2011).
2009 - Isabelle Bonneau, Dumas et fils (paru dans Lurelu Vol. 32, no 3, hiver 2010).
2008 - Brigitte Huppen, Bisous, s'il vous plaît! (paru dans Lurelu Vol. 31, no 3, hiver 2009).
2007 - Vincent Grégoire, Bob le baobab (paru dans Lurelu Vol. 31 no 2, automne 2008).
2006 - Nathalie Boisvert, Moi, mes souliers (paru dans Lurelu Vol. 30, no 1, printemps-été 2007).
2005 - Jean-Marc Limoges, Le vol de la couronne (paru dans Lurelu Vol. 28, no 3, hiver 2006).
2004 - Lise Drapeau, L’autobus des jours de pluie (paru dans Lurelu Vol. 27, no 3, hiver 2004).
2003 - Kim Cornelissen, Maman, j’ai perdu mes yeux... (paru dans Lurelu Vol. 27, no 1, printemps-été 2004).
2002 - Valérie Borde, Le nid d’Hector Persil (paru dans Lurelu Vol. 26, no 1, printemps-été 2003).
2001 - Nancy Montour, L'île aux secrets (paru dans Lurelu Vol. 24, no 3, hiver 2002).
2001 - Julie Saindon, La plume de Joséphina Brind'amour (paru dans Lurelu Vol. 24, no 3, hiver 2002).

### 10 ans +
2022 - Céline Jodoin, Le chalet (paru dans Lurelu Vol. 45, no 3 hiver 2023).
2021 - Mélissa Meunier, Un déménagement à dos de poisson volant (paru dans Lurelu Vol. 44, no 3, hiver 2022).
2020 - Hélène Lebeuf, La plus grande richesse ( paru dans Lurelu Vol. 43, no 3, hiver 2021).
2019 - Frédéric Hardel, Il fait froid quand on regarde là où il n’y a pas de chaleur (paru dans Lurelu Vol. 42, no 3, hiver 2020).
2018 - Julie Marcotte, La rencontre des moutons noirs (paru dans Lurelu Vol. 41, no 3, hiver 2019).
2017 - Sylvie Bonneau, Mon plus précieux trésor (paru dans Lurelu Vol. 40, no 3, hiver 2018).
2016 - Geneviève Hemlin, Gugume (paru dans Lurelu Vol. 39, no 3, hiver 2017).
2015 - Nathalie Cloutier, Mon été d'enfer (paru dans Lurelu Vol. 38, no 3, hiver 2016).
2014 - Julie Dugal, Opération Garde-robe (paru dans Lurelu Vol. 37, no 3, hiver 2015).
2013 - Mélissa Ouellet, Comment Léa est devenue courageuse (paru dans Lurelu Vol. 36, no 3, hiver 2014).
2012 - Lise Roy, A beau mentir qui vient de loin (paru dans Lurelu Vol. 35, no 3, hiver 2013).
2011 - Ève-Marie Durand, Espérance (paru dans Lurelu Vol. 34, no 3, hiver 2012).
2010 - Marie Josée Turcotte, L'invitation (paru dans Lurelu Vol. 33, no 3, hiver 2011).
2009 - Sandrine Vachon, Rien ne se perd, rien ne se crée! (paru dans Lurelu Vol. 32, no 3, hiver 2010).
2008 - Sébastien Aubry, Madame Centaure et l'enfant cyclope (paru dans Lurelu Vol. 31, no 3, hiver 2009).
2007 - Nathalie Latour, Programme double (paru dans Lurelu Vol. 31 no 2, automne 2008).
2006 - Simon Boulerice, Je n'ai même pas peur (paru dans Lurelu Vol. 30, no 1, printemps-été 2007).
2005 - Sonia Grégoire, Une coïncidence calculée (paru dans Lurelu Vol. 28, no 3, hiver 2006).
2004 - Louise Dufort, L’autobus en délire (paru dans Lurelu Vol. 28, no 1, printemps-été 2005).
2003 - Geneviève Mitchell, Des yeux d’artiste (paru dans Lurelu Vol. 26, no 3, hiver 2004).
2002 - Geneviève Dallaire, La vie comme les couleurs de l’arc-en-ciel (paru dans Lurelu Vol. 26, no 1, printemps-été 2003).
2001 - Louise Binette, La symphonie du perroquet (paru dans Lurelu Vol. 25, no 1, printemps-été 2002).

### 5-8 ans
2000 - Estelle Whittom, Le petit miroir de tante Yvonne (paru dans Lurelu Vol. 24, no 1, printemps-été 2001)

### 6-10 ans
1999 - Jean Robert Deronzier, Le seigneur des Carpathes (paru dans Lurelu Vol. 23, no 1, printemps-été 2000).
1998 - Nicole Davidson, Samuel et l'odeur de pipi de chat (paru dans Lurelu Vol. 21, no 3, hiver 1999).
1997 - Martine Pratte, Une rencontre pas ordinaire (paru dans Lurelu Vol. 21, no 1, printemps-été 1998).
1996 - Manon Plouffe, Casimir Mimuni (paru dans Lurelu Vol. 19, no 3, hiver 1997).

### 8-12 ans
2000 - Anne Jutras, Voyage au royaume des métamorphoses (paru dans Lurelu Vol. 23, no 3, hiver 2001).

### 10-14 ans
1999 - Sophie Vigneault, La sorcière du manoir Grugeburger (paru dans Lurelu Vol. 22, no 3, hiver 2000).
1998 - Guylaine Saint-Pierre, Le cœur sur la main (paru dans Lurelu Vol. 21, no 3, hiver 1999).
1997 - Paule Bernier, Émile (paru dans Lurelu Vol. 21, no 2, automne 1998).
1996 - Mélissa Anctil, Le parfum de madame Hétu (paru dans Lurelu Vol. 20, no 1, printemps-été 1997).

### 12 ans
2000 - Monique Giroux, Gabrielle et Marie (paru dans Lurelu Vol. 24, no 2, automne 2001).

### Enfants
1995 - Andrée-Anne Gratton, Jeanot, enfant unique (paru dans Lurelu Vol. 19, no 1, printemps-été 1996).

### Pré-ados & ados
1995 - Sandra Dussault, Aventures d'un vert (paru dans Lurelu Vol. 18, no 3, hiver 1996).

### Sans catégorie
1994 - Louise Tondreau-Levert, Le grand lit de la petite Mimi (paru dans Lurelu Vol. 17, no 3, hiver 1995).
1993 - Marielle Paradis, Sonate pour Victor (paru dans Lurelu Vol. 16, no 3, hiver 1994).
1992 - Alain M. Bergeron, À la recherche des parents perdus (paru dans Lurelu Vol. 15, no 3, hiver 1993).
1991 - Marc Auger, L'attaque des Comanches (paru dans Lurelu Vol. 14, no 3, hiver 1992).
1990 - Hélène Pilotto, Pénélope Seven-Up (paru dans Lurelu Vol. 13, no 3, hiver 1991).
1990 - Bruno Fiset, Le vent et l'enfant (paru dans Lurelu Vol. 14, no 1, printemps-été 1991).
1989 - Renée Lessard, Mon inséparable (paru dans Lurelu Vol. 12, no 3, hiver 1990).
1988 - Dominique Jolin, Mon frère est un voleur de rêves (paru dans Lurelu Vol. 11, no 3, hiver 1989).
1987 - Johanne Mercier, Le blond des cartes (paru dans Lurelu Vol. 10, no 3, hiver 1988).
1986 - Pierrette Dubé, Le roi qui ne savait pas le nom des choses (paru dans Lurelu Vol. 9 no 3, hiver 1987).